# Stefano Colagrande
Pour les articles homonymes, voir Colagrande.
Stefano Colagrande, né le 2 mai 1955 à Rome, (Italie), est un médecin italien. Jeune adolescent, il a été acteur dans un seul film.

## Biographie
Stefano Colagrande a joué dans un seul film, L'Incompris de Luigi Comencini (1966). Son rôle est celui d'Andrea, fils aîné de John E. Duncombe, consul anglais à Florence. Le réalisateur, à la recherche d'un acteur non professionnel apte à jouer le rôle, le choisit à la suite de sa rencontre avec le jeune adolescent chez lui à Florence et après l'avoir convaincu que son engagement dans le film n'entravera pas ses études. Dans le film, basé sur le roman de Florence Montgomery (en), son personnage a une fin tragique : tombé d'un arbre, il est gravement blessé à la colonne vertébrale. Les grands spécialistes, appelés sur place par son père rongé par le remords, ne peuvent l'empêcher de succomber à ses blessures. 
Après cet engagement cinématographique unique, Stefano Colagrande a poursuivi ses études en médecine et chirurgie. En 1985, il s'est spécialisé en radiologie diagnostique à l'Université de Florence, où il a enseigné.

## Filmographie
- 1966 : L'Incompris (Incompreso) de Luigi Comencini : Andrew Duncombe

## Récompenses et distinctions
- David di Donatello : David spécial (partagé avec Simone Giannozzi)

## Publications
- Stefano Colagrande, Francesco Sberna, Stefano Meli, Tomografia a risonanza magnetica, USES, 1988  (ISBN 9788803002216)